# Tajique
Tajique és una concentració de població designada pel cens dels Estats Units a l'estat de Nou Mèxic. Segons el cens del 2000 tenia 148 habitants.

## Demografia
Segons el cens del 2000, Tajique tenia 148 habitants, 48 habitatges, i 39 famílies. La densitat de població era de 21,1 habitants per km².
Dels 48 habitatges en un 41,7% hi vivien nens de menys de 18 anys, en un 56,3% hi vivien parelles casades, en un 20,8% dones solteres, i en un 16,7% no eren unitats familiars. En el 12,5% dels habitatges hi vivien persones soles el 4,2% de les quals corresponia a persones de 65 anys o més que vivien soles. El nombre mitjà de persones vivint en cada habitatge era de 3,08 i el nombre mitjà de persones que vivien en cada família era de 3,28.
Per edats la població es repartia de la següent manera: un 35,8% tenia menys de 18 anys, un 8,1% entre 18 i 24, un 28,4% entre 25 i 44, un 17,6% de 45 a 60 i un 10,1% 65 anys o més.
L'edat mediana era de 31 anys. Per cada 100 dones de 18 o més anys hi havia 90 homes.
La renda mediana per habitatge era de 27.969 $ i la renda mediana per família de 27.969 $. Els homes tenien una renda mediana de 33.000 $ mentre que les dones 32.500 $. La renda per capita de la població era de 7.645 $. Aproximadament el 34% de les famílies i el 30,1% de la població estaven per davall del llindar de pobresa.

## Poblacions més properes
El següent diagrama mostra les poblacions més properes.